# Cantharellus pleurotoides
Cantharellus pleurotoides é uma espécie de fungo pertencente à família Cantharellaceae.